# جيف بارنسلي
جيف بارنسلي (بالإنجليزية: Geoff Barnsley)‏ هو لاعب كرة قدم بريطاني في مركز حراسة المرمى، ولد في 9 ديسمبر 1935 في بيلستون ‏ في المملكة المتحدة. لعب مع نادي بليموث أرجايل ونادي توركي يونايتد ونورويتش سيتي ووست بروميتش ألبيون.